# Hookeriopsis staudtii
Hookeriopsis staudtii là một loài Rêu trong họ Hookeriaceae. Loài này được (Broth.) Broth. mô tả khoa học đầu tiên năm 1907.